# بخش چیتوان
بخش چیتوان (به لاتین: Chitwan District) یک بخش در نپال است که در استان شماره ۳ واقع شده‌است. بخش چیتوان ۲٬۲۳۸٫۳۹ کیلومتر مربع مساحت و ۵۷۹٬۹۸۴ نفر جمعیت دارد و ۴۱۵ متر بالاتر از سطح دریا واقع شده‌است.